# Zatrephes fasciola
Zatrephes fasciola är en fjärilsart som beskrevs av Adalbert Seitz 1922. Zatrephes fasciola ingår i släktet Zatrephes och familjen björnspinnare. Inga underarter finns listade i Catalogue of Life.